# Bertil von Friesen
Otto Bertil von Friesen (i riksdagen kallad von Friesen i Göteborg), född 4 juni 1901 i Stockholm, död 13 februari 1990 i Göteborg, var en svensk läkare och politiker (folkpartist). Son till Mia Leche Löfgren, brorsons son till Sixten von Friesen och far till Hans von Friesen.
Bertil von Friesen blev medicine licentiat vid Karolinska Institutet 1926 och var sedan läkare i Mariefred och, från 1927, Göteborg. Han var också ordförande i Svenska nykterhetsfrämjandet 1956–1966.
von Friesen engagerade sig tidigt som liberal politiker och var bland annat vice ordförande i Sveriges frisinnade ungdomsförbund 1925–1927. Vid bildandet av Folkpartiet 1934 valdes han till det verkställande utskottet och kvarstod där till 1958. Han blev senare ordförande i Folkpartiet Göteborg.
von Friesen var riksdagsledamot för Göteborgs stads valkrets i andra kammaren 1941–1970. I riksdagen var han bland annat ledamot i konstitutionsutskottet 1948–1967 och vice ordförande i 1950 års särskilda utskott. Han var ordförande för riksdagens revisorer 1968–1970 och andre kammarens förste vice talman 1965–1970. Han var särskilt engagerad i socialpolitiska frågor, men var också aktiv mot rasistisk propaganda och mot säkerhetspolisens rättsövergrepp mot enskilda.
Under 1950-talet ingick von Friesen i den svenska delegationen i FN:s generalförsamling, och i Europarådets rådgivande församling.
von Friesen utgav 1973 självbiografin Sällskap på resan. Han är gravsatt i minneslunden på Kvibergs kyrkogård.